# ميكي فرينش
ميكي فرينش (بالإنجليزية: Micky French)‏ (7 مايو 1955 في المملكة المتحدة - ) هو لاعب كرة قدم بريطاني في مركز الهجوم. لعب مع سويندون تاون وكوينز بارك رينجرز ونادي برينتفورد ونادي دونكاستر روفرز ونادي روتشديل ونادي ليويس ونادي ألدرشوت.